# Tate (Vorname)
Tate ist ein männlicher Vorname aus dem anglo-amerikanischen Sprachraum. Im Einzelfall auch weiblicher Vorname.

## Herkunft und Bedeutung
Der Name leitet sich von einem englischen Familiennamen ab und hat skandinavische altnordische Wurzeln (teitr: hell, heiter, froh)
Der Vorname Tate erfreut sich in den USA zunehmender Beliebtheit.

## Namensträger
- Tate Donovan (* 1963), US-amerikanischer Schauspieler, Regisseur und Synchronsprecher.
- Tate Frantz (* 2005), US-amerikanischer Skispringer
- Tate Houston (1924–1974), US-amerikanischer Jazz- und Rhythm-&-Blues-Saxophonist
- Tate McRae (* 2003), kanadische Sängerin
- Tate Reeves (* 1974), US-amerikanischer Politiker
- Tate Smith (* 1981), australischer Kanute und Rettungssportler
- Tate Taylor (* 1969), US-amerikanischer Regisseur, Drehbuchautor, Produzent und Schauspieler